# すもうとりゃ裸で風邪ひかん!
「すもうとりゃ裸で風邪ひかん!」（すもうとりゃはだかでかぜひかん）は、おかげ様ブラザーズのシングル。1986年11月21日にテイチクエンタテインメントより発売された。

## 概要
おかげ様ブラザーズの、メジャーレーベルより初リリースされたシングルである。曲の内容は、タイトルの「すもうとりゃ裸で風邪ひかん!」が主題ではあるが、このフレーズが歌詞に出てくるのは、曲の最初と中間と終盤であり、あとは色々なことをネタにして、本曲のタイトルと同じ様なパターンの歌詞を連ねていくというものである。曲中では、職業ではマヌカン（生活）、レゲエミュージシャン（髪型）、ヘビメタミュージシャン（ヘビメタが務まらない体型など）、パンクス（目付きや髪型）、当時の80年代アイドルが、キャラクターなどではゲゲゲの鬼太郎からは鬼太郎、ぬりかべ、子泣き爺、サザエさんからはカツオ、タラちゃんが（カツオ、タラちゃんは鬼太郎と共に「年とらん」とネタにされている）、更にはデーモン閣下も、閣下のライブでの負傷と共にネタにされ、これらを「哲学的だ」としてまとめるという内容になっている。
ジャケットは、白地に紅白の熨斗と金銀の水引が付き、上に「御祝」と書かれたというものである。
このシングルが発売された翌年の1987年、この曲のタイトルに似た「相撲取りすっぽんぽんで風邪ひかん」をメインフレーズとした、大日本除虫菊（金鳥）の「おふろどんと」のCMが製作された（この後「OLハワイで風邪ひかん」と続くCMも製作された。大日本除虫菊#流行語・決め台詞の節も参照）。
B面曲は、主に昭和の吉本新喜劇を歌い上げたというものである。曲中に歌われている役者は岡八郎、花紀京、桑原和男、原哲男、木村進、間寛平、高石太、池乃めだか、平参平、浜裕二（チャーリー浜）、井上竜夫、泉ひろし、やなぎ浩二、船場太郎、南喜代子、中山美保。そして曲の合間で新喜劇調の劇が演じられている他、最後には「アメマ～」（間寛平）、「ごめんくさい」（浜裕二）、「くっさー」「えげつなー」「がお〜」（岡八郎）と各芸人たちのギャグも盛り込まれている。

## 収録曲
1. すもうとりゃ裸で風邪ひかん! [3:12] 
作詞：きんた・ミーノ／作曲：スマイリー・つかさ／編曲：おかげ様ブラザーズ
2. これが吉本新喜劇 [5:57] 
作詞：きんた・ミーノ／作曲：きんた・ミーノ／編曲：おかげ様ブラザーズ